# Can Pujades (Vilanant)
Can Pujades és una masia situada a un quilòmetre de la carretera de Cistella al terme municipal de Vilanant (Alt Empordà) inclosa en l'Inventari del Patrimoni Arquitectònic de Catalunya. Aquesta és una masia molt gran amb diferents cossos al seu voltant construïts en època contemporània per albergar-hi animals i com a magatzem. L'entrada a la propietat es fa a través d'una porta allindanada amb la inscripció següent a la llinda: NARCIS VALLS ALS PUJADA ANY 1574. En entrar s'arriba a la masia que té una façana força malmesa però que encara manté la porta de mig punt adovellada a la que s'hi ha construït annexa una paret de pedra i a sobre de la qual hi ha una finestra conopial trilobulada amb les impostes decorades. Al costat una altra finestra destacada per ser allindanada. El teulat és a dos vessants, però al costat de la masia hi un cos annex amb coberta de terrassa l'entrada del qual té una llinda amb la següent inscripció: NARCIS VALLS I PUIADA ME FECIT ANY 1601. Destaca també d'aquesta masia una altra construcció just al darrere de la casa principal. Es tracta d'una construcció amb una torre quadrada al centre, amb teulat a dues aigües a un nivell inferior de la torre, i a on hi ha espitlleres tant a la torre com al matacà que té al davant. La porta d'accés està rebaixada i la formen grans carreus, i al costat esquerre una llinda que denota la reutilització d'elements en aquesta construcció. Aquesta llinda té la inscripció següent: NARCIS VALLS PUJADA ANY 1573.